# Hídria

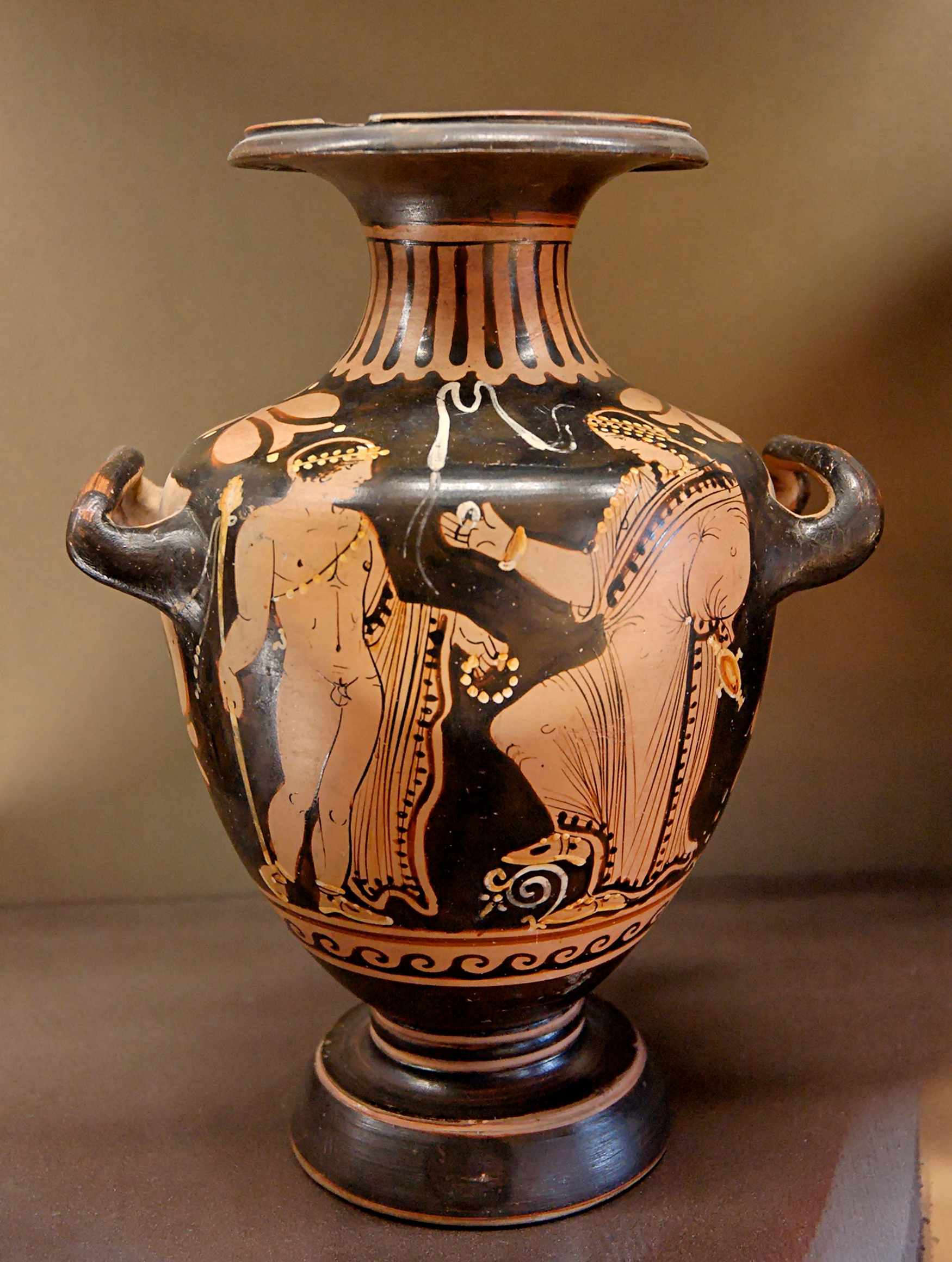
Hídria de figuras vermelhas, ca. 360–350 a.C., da cidade de Pesto; a alça vertical está no lado oposto. (Departamento de Antiguidades Gregas, Etruscas e Romanas do Louvre)

Hídria (do grego "hudría" - ὑδρία -, pelo latim hidria) era o vaso de cerâmica usado na Antiguidade para guardar água. Diferencia-se da ânfora por ter um gargalo menor e possuir três alças: um par nas laterais e uma grande alça vertical na parte posterior. Ela facilitava mergulhar o vaso n'água e levantá-lo até a cabeça, enquanto que as outras alças ajudavam no equilíbrio. A hídria é encontrada com as duas técnicas de pintura grega embora seja mais frequente na de cor negra.
Usualmente era fabricada com cerâmica, mas há exemplares de hídrias de bronze mais elaboradas à mostra em museus.